# Listă de actrițe - L
|  | Listă de actrițe \| \| Listă de actrițe - L \| Liste alfabetice de actori și actrițe \| Listă de actori A - B - C - D - E - F - G - H - I - J - K - L - M - N - O - P - Q - R - S - T - U - V - W - X - Y - Z |

## Actrițe - L
| - Diane Ladd (* 1935) - Bernadette Lafont (1938 - 2013) - Pauline Lafont (1963 - 1988) - Marie Laforet (1939-2019) - Veronica Lake (1922 - 1973) - Hedy Lamarr (1914 - 2000) - Dorothy Lamour (1914 - 1996) - Elsa Lanchester (1902 - 1986) - Gudrun Landgrebe (* 1950) - Inge Landgut (1922 - 1986) - Maria Landrock (1923 - 1992) - Priscilla Lane (1915 - 1995) - Hope Lange (1933-2003) - Jessica Lange (* 1949) - Angela Lansbury (1925-2022) - Ingeborg Lapsien (1926-2014) - Alexandra Maria Lara (* 1978) | - Barbara Lass (1940 - 1995) - Piper Laurie (* 1932) - Daliah Lavi (1942-2017) - Lucy Lawless (* 1968) - Zarah Leander (1907 - 1981) - Joie Lee (* 1963) - Peggy Lee (1920 - 2002) - Kaylani Lei (* 1980) - Jennifer Jason Leigh (* 1962) - Vivien Leigh (1913 - 1967) - Janet Leigh (1927 - 2004) - Joan Leslie (1925-2015) - Ruth Leuwerik (1924-2016) - Anna Levine (* 1953) - Juliette Lewis (* 1973) - Laura Linney (* 1964) - Peggy Lipton (1946-2019) | - Virna Lisi (1936 - 2014) - Emily Lloyd (* 1970) - Sondra Locke (* 1944-2018) - Bruni Löbel (1920-2006) - Gina Lollobrigida (* 1927) - Carole Lombard (1908 - 1942) - Shelley Long (* 1949) - Jennifer Lopez (* 1969) - Traci Lords (* 1968) - Sophia Loren (* 1934) - Susanne Lothar (* 1960) - Myrna Loy (1905 - 1993) - Antonella Lualdi (* 1931) - Ida Lupino (1918 - 1995) - Melanie Lynskey (* 1977) |

## Actori
|  | Listă de actori \| \| Listă de actrițe \| Liste alfabetice de actori și actrițe \| Listă de actori A - B - C - D - E - F - G - H - I - J - K - L - M - N - O - P - Q - R - S - T - U - V - W - X - Y - Z |